# Ester Sandberg
Ester Teresia Sandberg (gift Olsson), född 2 juli 1888 i Åmål, död 2 april 1970 i Hägersten, var en svensk målare och telegrafist.
Hon var dotter till kakelugnsmakaren Anders Erland Sandberg och Beata Kajsa Larsson.
Sandberg som 1908–1912 arbetade som telegrafist studerade vid Wilhelmsons och Henrik Blombergs målarskolor i Stockholm samt under studieresor till London, Paris och Tyskland. Hon ställde ut separat i Karlstad och medverkade i Värmlands konstförenings höstutställningar.
Hennes konst består huvudsakligen av blomsterstilleben men hon har även utfört landskapsmotiv och interiörer.